# Félix Jaquemet
Pour les articles homonymes, voir Jaquemet.
Félix Jaquemet, né le 6 avril 1915 à Bordeaux et mort pour la France le 14 octobre 1945 à Halle-sur-Saale, est un militaire et résistant français, Compagnon de la Libération. Jeune pilote de chasse, il participe aux combats du début de la Seconde Guerre mondiale puis participe à la résistance intérieure. Il rejoint ensuite la France libre et combat en Afrique, en France et en Allemagne avant de se tuer dans un accident d'avion.

## Biographie

### Jeunesse et engagement
Félix Jaquemet naît le 6 avril 1915 à Bordeaux d'un père rédacteur au ministère des finances. Celui-ci, sous-lieutenant au 2e régiment d'infanterie, meurt pour la France le 10 juillet 1915 à Roclincourt dans le Pas-de-Calais. Félix est donc fait pupille de la Nation et entame des études de droit qu'il termine avec une licence,. De 1935 à 1936, il effectue une préparation militaire supérieure puis obtient un brevet de pilotage en 1937. Élève-officier de réserve, il est affecté à l'école de pilotage d'Avord d'octobre 1937 à mars 1938. Promu aspirant en avril 1938, Félix Jaquemet rejoint les rangs de la 8e escadre de chasse sur la base de Marignane et est promu sous-lieutenant en octobre de la même année.

### Seconde Guerre mondiale
Affecté au groupe de chasse II/8 de la 8e escadre, il s'illustre lors de la campagne de France en 1940 et reçoit une citation à l'ordre de l'armée. Refusant l'armistice du 22 juin 1940, Félix Jaquemet cherche à se rallier à la France libre mais, ne parvenant pas à se rendre à Londres dans l'immédiat, il s'investit dans la résistance intérieure. Contacté par un officier du SR Air et par le chef du contre-espionnage de la région de Marseille, il est affecté aux "travaux ruraux" de Toulouse. Entré en clandestinité à partir d'octobre 1940 sous le pseudonyme de Jacky Forestier, il met en place un réseau chargé de contre-espionnage, de fabrication de faux-papiers et de passages entre les zones libre et occupée. Parallèlement, il devient agent P2 pour le SOE et intègre le réseau Aristide-Buckmaster. À la fin du mois de mars 1942, il est contrôlé sur la ligne de démarcation mais il réussit à détruire un document important en l'avalant et échappe ainsi à l'arrestation. En juin 1942, l'arrestation d'un réseau voisin le contraint à se réfugier en zone libre. Cependant, n'étant pas directement nommé dans le dossier d'accusation, il prend le risque de repasser en zone occupée pour aller témoigner en faveur de ses camarades. Son intervention permet la libération des résistants arrêtés. Il parvient également, quelque temps plus tard, à faire libérer un ami arrêté par la gestapo. Au début de l'année 1943, les arrestations se multipliant et sa sécurité étant en jeu, Félix Jaquemet entreprend le voyage vers l'Angleterre pour rejoindre la France libre. Après avoir traversé les Pyrénées, il est incarcéré pendant plusieurs semaines en Espagne puis arrive à Casablanca en mai 1943. Cité à l'ordre de l'armée pour récompenser son travail au sein de la résistance intérieure, il s'engage dans les forces aériennes françaises libres et est promu lieutenant puis capitaine.
Affecté au groupe de chasse II/5 Lafayette, il effectue des missions de surveillance et de protection sous commandement du Coastal Command. À sa demande, il est muté en Angleterre en août 1943 au sein du groupe de chasse II/2 Berry. Il effectue alors plus de 170 heures de vols et reçoit une nouvelle citation avant de participer au débarquement et à la bataille de Normandie en 1944. Le 20 décembre 1944, alors que le groupe Berry est basé à Anvers, il est grièvement blessé lorsque l'explosion d'une fusée V2 détruit le bâtiment dans lequel il se trouve. Sorti de convalescence en avril 1945, il rejoint son unité en Allemagne. Le 14 octobre 1945, il est chargé de convoyer un Spitfire depuis l'Angleterre vers l'Allemagne. Aveuglé par le mauvais temps, son appareil percute une colline aux environs de Halle-sur-Saale. Tué sur le coup, il est inhumé au cimetière de la Chartreuse à Bordeaux.

## Décorations
|  |  |  |

| Chevalier de la Légion d'honneur | Chevalier de la Légion d'honneur | Chevalier de la Légion d'honneur | Compagnon de la Libération À titre posthume, par décret du 17 novembre 1945 | Compagnon de la Libération À titre posthume, par décret du 17 novembre 1945 | Compagnon de la Libération À titre posthume, par décret du 17 novembre 1945 | Croix de guerre 1939-1945 Avec trois palmes | Croix de guerre 1939-1945 Avec trois palmes | Croix de guerre 1939-1945 Avec trois palmes |

## Hommages
- À Pessac, une rue a été baptisée en son honneur[7].